# Drømme med deadlines - en genfortælling
Drømme med deadlines - en genfortælling er en dansk dokumentarfilm fra 2003, der er instrueret af Dola Bonfils efter eget manuskript.

## Handling
I foråret 2000 åbnede Novo Nordisk for første gang dørene for et udefra kommende filmhold. I to år havde de fri adgang til at filme og fik dermed et sjældent indblik i hverdagen i et miljø af kreative forskere, læger, marketingfolk og ledere, som dagligt står over for dilemmaer og etiske og moralske konflikter i udviklingen af fremtidens lægemidler og sygdomsbehandling. Filmen fokuserer på to projekter: Det ene er et forskningsprojekt, der udnytter de mest avancerede bioteknologiske metoder til udvikling af et nyt lægemiddel. Det andet er et udviklingsprojekt, der afprøver en ny langtidsvirkende insulin, der er nået til de vigtige stadier med afprøvning på sukkersygepatienter og lanceringsforberedelser til et marked med hård konkurrence og milliarder af kroner på spil.